# رينيه بورك
رينيه بورك هو لاعب هوكي جليد كندي، ولد في 10 ديسمبر 1981 في إدمونتون في كندا.

## وصلات خارجية
- رينيه بورك على موقع دوري الهوكي الوطني (الإنجليزية)
- رينيه بورك على موقع قاعة مشاهير الهوكي (لاعب أن.إتش.أل) (الإنجليزية)
- رينيه بورك على موقع EliteProspects.com (الإنجليزية)
- رينيه بورك على موقع Eurohockey.com (الإنجليزية)
- رينيه بورك على موقع HockeyDB.com (الإنجليزية)
- رينيه بورك على موقع Hockey-Reference.com (الإنجليزية)
- رينيه بورك على موقع أوليمبيديا (الإنجليزية)
- رينيه بورك على موقع اللجنة الأولمبية الكندية (الإنجليزية)